# Estudis Romànics
Estudis Romànics (ER) (en français : Études romanes) est une revue de linguistique éditée par la Section de philologie de l'Institut d'Estudis Catalans. 
Elle a été fondée en 1947 par Ramon Aramon qui l'a dirigée jusqu'en 1986. C'est une revue scientifique, ouverte à la recherche internationale, sur les thèmes linguistiques, philologiques et littéraires relatifs aux langues et littératures romanes.

## Présentation
La revue est dirigée de 1947 à 1986 par Ramon Aramon. Elle est dirigée de 2000 à 2014 par Antoni Maria Badia i Margarit avec l'aide depuis 2003 de Joan Veny comme codirecteur. Depuis 2014, Joan Veny en est le seul directeur.
La revue intervient sur les thèmes linguistiques, philologiques et littéraires relatifs aux langues et littératures romanes, sans limite chronologique, avec une attention particulière aux territoires de langue catalane.
La revue est ouverte à la recherche internationale et les articles peuvent être écrits dans une langue romane, ainsi qu'en allemand et en anglais. La langue officielle de la rédaction est le catalan.
La revue s'appuie sur un comité de rédaction et un conseil scientifique.
La revue est de publication annuelle et se composent de plusieurs parties : articles, recensions, livres reçus, chronique, divers.

## Correspondants
- Ana Cano, correspondante pour l'université d'Oviedo[2].